# (5207) Hearnshaw
(5207) Hearnshaw es un asteroide perteneciente a la familia de Eos en el cinturón de asteroides, es un asteroide perteneciente al cinturón de asteroides, descubierto el 15 de abril de 1988 por Alan C. Gilmore y la también astrónoma Pamela M. Kilmartin desde el Observatorio Universitario del Monte John, Isla Sur, Nueva Zelanda.

## Designación y nombre
Designado provisionalmente como 1988 HE. Fue nombrado Hearnshaw en honor al profesor John Bernard Hearnshaw, trabajó en la Universidad de Canterbury, y a lo largo de 30 años hizo importantes descubrimientos desde el Observatorio Universitario del Monte John. Es autor de tres libros sobre la historia de la espectroscopía y la fotometría.

## Características orbitales
Hearnshaw está situado a una distancia media del Sol de 2,551 ua, pudiendo alejarse hasta 3,029 ua y acercarse hasta 2,074 ua. Su excentricidad es 0,187 y la inclinación orbital 12,76 grados. Emplea 1488,91 días en completar una órbita alrededor del Sol.

## Características físicas
La magnitud absoluta de Hearnshaw es 13,5.